# Tailandia en los Juegos Olímpicos de París 2024
Tailandia estuvo representada en los Juegos Olímpicos de París 2024 por un total de 51 deportistas, 27 mujeres y 24 hombres, que compitieron en 16 deportes.
Los portadores de la bandera en la ceremonia de apertura fueron el atleta Puripol Boonson y la practicante de skateboarding Vareeraya Sukasem.

## Medallistas
El equipo olímpico tailandés obtuvo las siguientes medallas:
| Nombre                 | Deporte      | Competición  |
| ---------------------- | ------------ | ------------ |
| Oro                    |              |              |
| Panipak Wongpattanakit | Taekwondo    | –49 kg F     |
| Plata                  |              |              |
| Kunlavut Vitidsarn     | Bádminton    | Individual M |
| Theerapong Silachai    | Halterofilia | 61 kg M      |
| Weeraphon Wichuma      | Halterofilia | 73 kg M      |
| Bronce                 |              |              |
| Janjaem Suwannapheng   | Boxeo        | 66 kg F      |
| Surodchana Khambao     | Halterofilia | 49 kg F      |